# Bisetifer
Bisetifer é um gênero de aranhas da família Linyphiidae descrito em 1987.